# Stephanothrips carolina
Stephanothrips carolina är en insektsart som beskrevs av Ian A. Hood 1938. Stephanothrips carolina ingår i släktet Stephanothrips och familjen rörtripsar. Inga underarter finns listade i Catalogue of Life.